# (463907) 2014 US120
(463907) 2014 US120 es un asteroide perteneciente al cinturón de asteroides, descubierto el 22 de octubre de 2014 por el equipo Spacewatch desde el Observatorio Nacional de Kitt Peak (Arizona, Estados Unidos).